# Ковачевич, Душан
Ду́шан Кова́чевич (серб. Душан Ковачевић, Dušan Kovačević; род. 12 июля 1948, Мрдженовац, Воеводина, Сербия) — сербский драматург и режиссёр, известный по своим театральным пьесам и киносценариям, и признанный, как один из выдающихся драматургов своего времени. 

## Биография
Душан Ковачевич окончил гимназию в Нови-Саде, а в 1973 году получил степень бакалавра драматургии в Белградском университете. С 1974 по 1978 год работал драматургом на Белградском телевидении.
В 1984 году снял фильм «Балканский шпион», который стал хитом в Югославии, а чуть позже и классикой кинематографа. Многие фильмы, к которым Ковачевич был причастен, составляют классику югославского и сербского кинематографа. В частности, включены в авторитетный список «100 сербских художественных фильмов высокого культурного значения».
В 1998 году стал художественным руководителем театра «Звездара».
В 2003 году стал режиссёром фильма «Профессионал», по собственной пьесе, которая уже была успешно адаптирована для телевидения в 1990 году.
В 2005 году был назначен послом Сербии в Португалии.
Творчество Ковачевича известно и популярно в Сербии. Его пьесы были переведены на 17 языков, но его работы не были доступны на английском до середины 1990-х. Одна из его пьес, «Балканский шпион» была поставлена в Пекине во время протестов на площади Тяньаньмэнь, но была запрещена властями.
Живёт и работает в Белграде.

## Семья
- Супруга — Нада Ковачевич (скончалась, 3 января 2024 года[4])
  - Дочь — Лена Ковачевич[серб.] (р. 1982, джазовая певица, композитор, музыкант)
  - Сын — Александр Ковачевич[5], банкир

## Творчество

### Пьесы
- Радован III (1973)
- Маратонци трче почасни круг — Марафонцы бегут круг почёта (1973, экранизация — 1982)
- Сабирни центар — Место сбора (1982, экранизация — 1989)
- Балкански шпијун — Балканский шпион (1982, экранизация — 1984)
- Свети Георгије убива аждаху — Святой Георгий убивает дракона (1984)
- Клаустрофобична комедија — Клаустрофобная комедия (1987)
- Професионалац — Профессионал (1990, телефильм — 1990, кинофильм — 2003 )
- Урнебесна трагедија — Шумная трагедия (1990)
- Лари Томпсон, трагедија једне младости — Ларри Томпсон, трагедия одной молодости (1996)
- Контејнер са пет звездица — Пятизвёздочный контейнер (1999)
- Доктор Шустер (2001)

### Фильмография
Многие фильмы, к которым был причастен Ковачевич, стали классикой югославского и сербского кинематографа, а некоторые имеют и международное признание.
| Год         | Фильм                             |               | Сценарист | Режиссёр  |
| ----------- | --------------------------------- | ------------- | --------- | --------- |
| 1975        | Повратак лопова                   | Телеспектакль | зелёная ✓ |           |
| 1975        | Двособна кафана                   | Телеспектакль | зелёная ✓ |           |
| 1976        | Звездана прашина                  | Телеспектакль | зелёная ✓ |           |
| 1977        | Бештије                           |               | зелёная ✓ |           |
| 1978 - 1979 | Чардак и на небу и на земљи       | Телесериал    | зелёная ✓ |           |
| 1980        | Кто там поёт?                     |               | зелёная ✓ |           |
| 1980        | Посебан третман                   |               | зелёная ✓ |           |
| 1982        | Марафонцы бегут круг почёта       |               | зелёная ✓ |           |
| 1983        | Писмо - Глава                     |               | зелёная ✓ |           |
| 1984        | Балканский шпион                  |               | зелёная ✓ | зелёная ✓ |
| 1989        | Святой Георгий убивает змея       | Телеспектакль | зелёная ✓ |           |
| 1989        | Сабирни центар                    |               | зелёная ✓ |           |
| 1990        | Профессионал                      | Телеспектакль | зелёная ✓ |           |
| 1990        | Клаустрофобична комедија          | Телефильм     | зелёная ✓ |           |
| 1994        | Das andere Leben des Herrn Kreins | Телеспектакль |           |           |
| 1995        | Андерграунд                       |               | зелёная ✓ |           |
| 1995        | Урнебесна трагедиjа               |               | зелёная ✓ |           |
| 1996        | Жила-была одна страна             | Телесериал    | зелёная ✓ |           |
| 2003        | Профессионал                      |               | зелёная ✓ | зелёная ✓ |
| 2008        | Святой Георгий убивает змия       |               | зелёная ✓ |           |
| 2021        | Не плохо быть человеком           |               | зелёная ✓ | зелёная ✓ |
| 2023        | Герои Халиярда                    |               | зелёная ✓ |           |

## Почести
- Сретенский орден I степени (2020)[7].
- Член Совета короны Александра Карагеоргевича.
- Академик Сербской академии наук и искусств.

### Комментарии
1. ↑  Немецкая постановка пьесы «Профессионал»[6]